# Beruri
Beruri é um município brasileiro do interior do estado do Amazonas, Região Norte do país. Pertencente à Região Geográfica Imediata de Coari e à Região Geográfica Intermediária de Manaus, sua população é de 20 503 habitantes, de acordo com estimativas do Instituto Brasileiro de Geografia e Estatística (IBGE) em 2021.

## História
Beruri encontra-se ligada historicamente à Manacapuru, cujas origens retornam à 1786, quando foi fundada a atual cidade deste nome numa preexistente aldeia de índios Muras. Em 1894, Manaus desmembrou-se e formou o município de Manacapuru, que recebeu sua autonomia no mesmo ano. No ano de 1938, o povoado de Beruri passa a ser considerado uma zona distrital de Manacapuru. Em 1939, após perder grande parte de seu território para o município de Manaus, Manacapuru fica limitado apenas a dois distritos, além da sede do município: Caapiranga e Beruri.
Em 1961, o distrito de Beruri é emancipado e passa a constituir município autônomo. Nove anos mais tarde, em 1970, através da Lei nº.1.012, volta a ser distrito de Manacapuru. Beruri voltou a ser município autônomo em 10 de dezembro de 1981, através da Emenda Constitucional nº 12, acrescentando em seu território áreas pertencentes à Borba e Manacapuru, de onde se emancipou.

## Geografia
Localiza-se a uma latitude 03º53'54" sul e a uma longitude 61º22'23" oeste, estando a uma altitude de 35 metros.
Possui uma área de 17.250,19 km², o que representa 1,10% da área territorial do Amazonas. Localiza-se na microrregião de Coari e na Mesorregião do Centro Amazonense. Foi criado em 1981.

### Bairros
Beruri se divide em bairros, a saber: São Francisco, São Pedro, Santo Antônio, Ribeirinho, Centro, São Raimundo, Santa Luzia e Novo Vencedor.
Ainda é discutido o surgimento do (bairro Areal/Arial) a partir do desmembramento do bairro São Pedro, apesar da população já classifica-lo como um novo bairro.

## Economia
Setor primário
Esta atividade é pouco desenvolvida, voltada principalmente para o consumo doméstico.
Setor secundário
Há indústrias no município de serraria, estaleiro, móveis de madeira, olaria e gelo.
Setor terciário
O comércio varejista na cidade é movimentado principalmente por gêneros alimentícios e materiais de construção, incluindo medicamentos, tecidos, calçados, roupas, confecções e estivas. Há apenas uma agência bancária na cidade.

## Infraestrutura

### Saúde
O município possuía, em 2009, 2 estabelecimentos de saúde, sendo todos estes públicos municipais ou estaduais, entre hospitais, pronto-socorros, postos de saúde e serviços odontológicos. Neles havia 27 leitos para internação. Em 2014, 100% das crianças menores de 1 ano de idade estavam com a carteira de vacinação em dia. Em 2016, o índice de mortalidade infantil entre crianças menores de 5 anos foi de 17,65, indicando uma redução em comparação com 2001, quando o índice foi de 55,56 óbitos a cada mil nascidos vivos. Entre crianças menores de 1 ano de idade, a taxa de mortalidade reduziu de 55,56 (2001) para 15,69 a cada mil nascidos vivos, totalizando, em números absolutos, 104 óbitos nesta faixa etária entre 1995 e 2016. No mesmo ano, 34,90% das crianças que nasceram no município eram de mães adolescentes. Conforme dados do Sistema Único de Saúde (SUS), órgão do Ministério da Saúde, a taxa de mortalidade devido a acidentes de transportes terrestres não registrou nenhum óbito entre 1996 e 2016, mantendo um bom resultado neste período. Ainda conforme o SUS, baseado em pesquisa promovida pelo Sistema de Informações Hospitalares do DATASUS, não houve em Beruri nenhuma internação hospitalar relacionada ao uso abusivo de bebidas alcoólicas e outras drogas, entre 2008 e 2017.
Em 2016, 75% das mortes de crianças com menos de um ano de idade foram em bebês com menos de sete dias de vida. Óbitos ocorridos em crianças entre 7 e 27 dias de vida representaram 12,50% do total registrado. Da mesma forma, 12,50% dos óbitos foram em crianças entre 28 dias e um ano de vida. No referido período, a mortalidade materna, que é quando a gestante entra em óbito por complicações decorrentes da gravidez, atingiu um total de 7. O Ministério da Saúde estima que 85,71% das mortes de bebês ou gestantes que ocorreram em 2016, no município, poderiam ter sido evitadas, especialmente se a gestante tivesse uma atenção mais adequada durante a gestação. 100% das crianças menores de 2 anos de idade foram pesadas pelo Programa Saúde da Família em 2014, sendo que 0,7% delas estavam desnutridas.
Até 2009, Beruri possuía 2 estabelecimentos de saúde especializados em obstetrícia e pediatria, e nenhum estabelecimento de saúde com especialização em psiquiatria, cirurgia bucomaxilofacial, traumato-ortopedia ou clínica médica. Dos 2 estabelecimentos de saúde, todos eram com internação. Até 2016, havia 8 registros de casos de HIV/AIDS, sendo que 5 casos foram registrados em homens e 3 em mulheres. Entre 2001 e 2012 houve 19 casos de doenças transmitidas por mosquitos e insetos, sendo a principal delas a dengue e a leishmaniose.